# Today Is Another Day
Today Is Another Day è il settimo album in studio della cantautrice giapponese Zard, pubblicato nel 1996.

## Tracce
1. My Friend (マイ フレンド)
2. Kimi ga Itakara (君がいたから)
3. Sayonara wa Ima mo Kono Mune ni Imasu (サヨナラは今もこの胸に居ます)
4. Love ~Nemurezu ni Kimi no Yokogao Zutto Miteita (LOVE ～眠れずに君の横顔ずっと見ていた)
5. Dan Dan Kokoro Hikareteku (DAN DAN 心魅かれてく)
6. Nemuri (眠り)
7. Kokoro o Hiraite (心を開いて)
8. Totsuzen (突然)
9. Kyō mo (今日も)
10. Today is Another Day
11. Ai ga Mienai (愛が見えない)
12. Mitsumete Itai ne (見つめていたいね)